# Blow-Back
Blow-Back (BB) – system odrzucania zamka broni stosowany w replikach ASG oraz wiatrówkach, głównie w modelach gazowych. Zjawisko to następuje poprzez przeznaczenie sporej części gazu zasilającego replikę za pośrednictwem zaworów zamka repliki. Dzięki systemowi Blow-Back replika staje się bardziej zbliżona do oryginału, poprzez poruszający się jak w rzeczywistości zamek, co zwiększa realizm gry oraz wartości kolekcjonerskie. Obecnie coraz więcej replik o napędzie elektrycznym zaczyna posiadać system blow-back, jednak w przeciwieństwie do replik gazowych, zamek jest tu poruszany mocą silnika napędzającego całą replikę. Repliki z gazowym Blow-Backiem określa się skrótem GBB (Gas Blow Back) a elektryczne wersje skrótem EBB (Electric Blow Back).

## Działanie systemu Blow-Back
Gaz wyrzucany ze zbiornika trafia do lufy, wystrzeliwując pocisk, oraz do tłoczka w zamku repliki, co pozwala na jego odrzucenie w tył. Naśladuje to działanie broni palnej, gdzie zamek odrzucany jest przez gaz ze spalania prochu. Repliki z Blow-Backiem cechuje jednak większe zużycie gazu niż modele bez tej funkcji, przez co liczba strzałów na jednym napełnieniu zbiornika jest mniejsza. Częstsze jest także niepożądane zjawisko „syfonowania” w niskich temperaturach, polegające na zablokowaniu zaworu i ucieczce całego gazu po jednym strzale.
W replikach elektrycznych funkcję Blow Backu spełnia zazwyczaj wyrzutnik łusek. Używany jest wówczas tłok z wypustką, która ma za zadanie poruszanie suwadła wyrzutnika. Minusem BlowBacku w replikach o napędzie elektrycznym jest poruszanie się wyrzutnika na sztywno z tłokiem. Tłok zatrzymuje się w dowolnym miejscu, przez co wyrzutnik zazwyczaj jest nie domknięty. Naraża to replikę na dostawanie się zanieczyszczeń i przedwczesne zużycie naprężonych elementów. Rozwojowe wersje replik EBB posiadają już funkcję luzowania sprężyny tłoka i/lub elektroniczny kontroler pracy (np. AB – Active Braking). Eliminuje to zjawisko niedomkniętego wyrzutnika przez każdorazowe ustawienie tłoka w pozycji luźnej.